# Castil de Vela
Castil de Vela es un municipio y localidad española de la provincia de Palencia, en la comunidad autónoma de Castilla y León. El término municipal, ubicado en la comarca de Tierra de Campos, tiene una población de 55 habitantes (INE 2024).

## Geografía

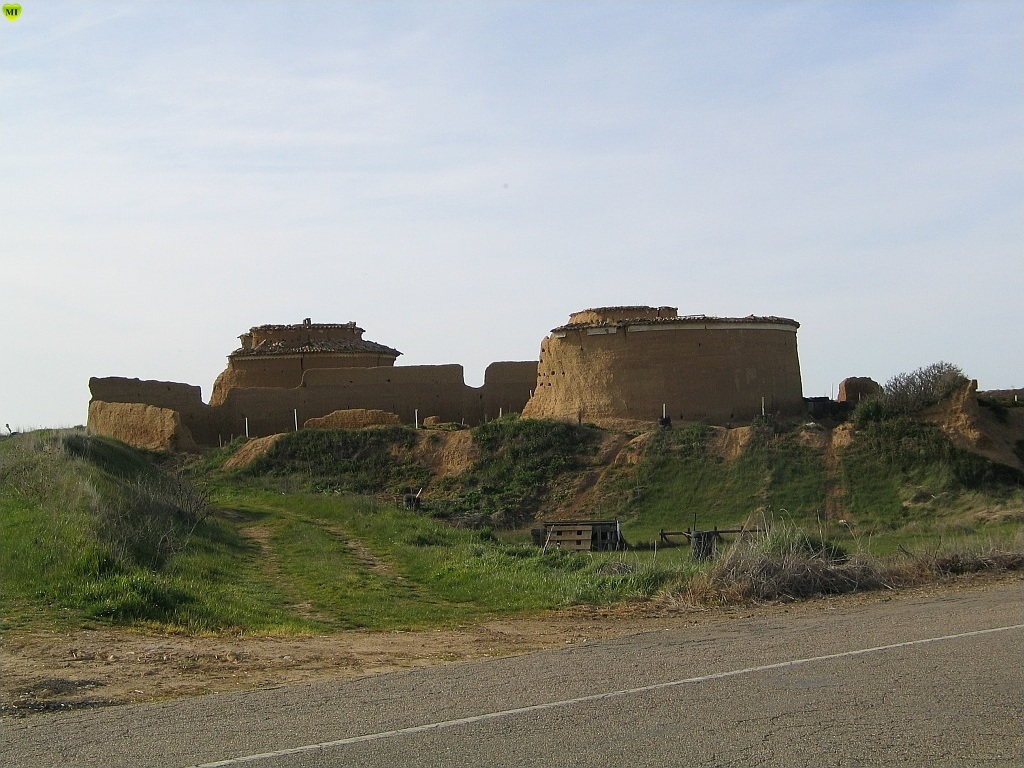
Palomar

- Altitud: 753 metros.
- Latitud: 41° 58' 59" N
- Longitud: 4° 57' 0" O

## Historia
A mediados del siglo XIX la villa tenía contabilizada una población de 250 habitantes. Aparece descrita en el sexto volumen del Diccionario geográfico-estadístico-histórico de España y sus posesiones de Ultramar de Pascual Madoz de la siguiente manera:

CASTIL DE VELA: v. con ayunt. en la prov. y dióc. de Palencia (6 leg.), part. jud. de Frechilla (3), aud. terr. y c. g. de Valladolid: sit. en un llano; con libre ventilacion y clima saludable. Tiene 60 casas, la consistorial; escuela de primeras letras dotada con 1100 rs., á que asisten 30 niños de ambos sexos; igl. parr. (San Miguel Arcanjel), servida por un cura; y buenas aguas potables. Confina N. Gaton y Villalaruz; E. Capillas; S. el desp. de Villalumbierno, y O. Tamariz: en su térm. se encuentra el indicado desp. que comprende varios pedazos de tierra y praderia del señor marqués de Alcañices. El terreno es de mediana calidad, y le fertilizan algun tanto las aguas de un arroyo que viene de Villalva del Alcor. Los caminos locales; recibe la correspondencia de Rioseco. prod.: trigo, cebada y avena; cria algun ganado lanar, y caza de liebres y perdices. pobl.: 48 vec., 250 alm. cap. prod.: 153,000 rs. imp.: 4,300. El presupuesto municipal, asciende á 1,500 rs. cubiertos del fondo de propios.
(Madoz, 1847, p. 169)

## Demografía
Cuenta con una población de 55 habitantes (INE 2024).
| Gráfica de evolución demográfica de Castil de Vela entre 1842 y 2021                                                  |
| |
| Población de derecho según los censos de población del INE. Población de hecho según los censos de población del INE. |

## Patrimonio

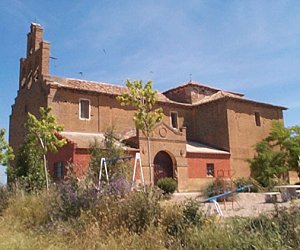
Iglesia de San Miguel

En la localidad hay una iglesia bajo la advocación de San Miguel Arcángel, ubicada al sur de la localidad. Fue construida en el último tercio del siglo XVII.

## Fiestas
El 29 de septiembre se celebran las fiestas de su patrón, el arcángel San Miguel. 